# Karl Schaefer (Kunsthistoriker)

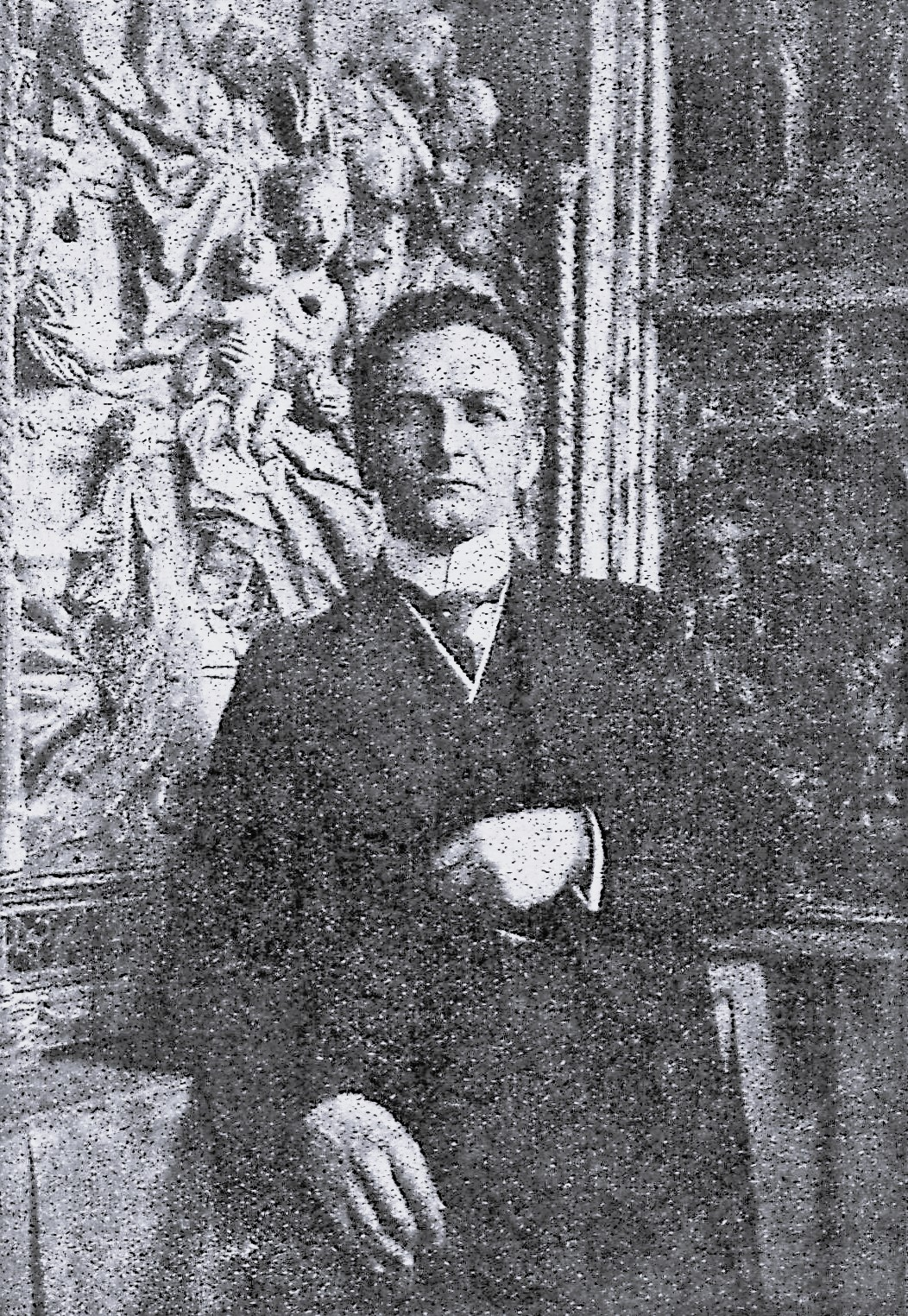
Karl Schaefer

Karl Schaefer (* 3. März 1870 in Mannheim; † 16. Dezember 1942 in München) war ein deutscher Kunsthistoriker und Museumsdirektor.

## Leben
Schaefer besuchte die Gymnasien in Karlsruhe und Freiburg. Im Jahre 1888 bezog er die dortige Universität, um Alte Sprachen, Geschichte und Archäologie zu studieren. Er war Schüler Adolf Furtwänglers, damals in Berlin, und Franz Studniczkas. Bei Herman Grimm, Franz Xaver Kraus und Henry Thode hörte er Kunstgeschichte. Mit einem befreundeten Architekturmaler übte er sich im Ausmessen und Darstellen von Bauwerken.
Sein Staatsexamen als badischer Oberlehrer machte Schaefer im März 1893 als Altphilologe. Mit einer Untersuchung der Baugeschichte des Freiburger Münsters promovierte er im Sommer 1894 bei Thode zum Dr. phil. Nach kurzer Lehrtätigkeit am Freiburger Gymnasium wechselte er als wissenschaftlicher Hilfsarbeiter an das Germanische Museum in Nürnberg. Unter der Leitung Gustav von Bezolds wurde er in die Museumspraxis eingeführt. Er war hauptsächlich mit der Katalogarbeit und der Abfassung des Führers beschäftigt. Nebenbei war er mit lokalgeschichtlichen Studien wie über die alten Stadtpläne Nürnbergs, dessen Mauern und Tor oder die Bildhauerei des 15. Jahrhunderts beschäftigt.
1898 wurde Schaefer als Assistent des Museumsdirektors August Töpfer ans Bremer Gewerbemuseum berufen. Die von ihm dort entwickelte Tätigkeit strahlte in ihrer bestimmenden Art in das Kunstleben des Reiches hinaus. In Vorträgen, journalistischer Arbeit und durch die Veranstaltung von Vorträgen betrieb er Propaganda für die neuen Formenkenntnisse in Architektur und Kunstgewerbe. Auf Einladung Eduard Kulenkamps hielt er am 23. November 1905 im Haus des Vereins von Kunstfreunden in Lübeck einen Vortrag über „Deutsche Rathausbauten“. Als man ihm dann 1906 die selbstständige Leitung der Bremer Sammlung übertrug, gab er fortan als Spiegel seiner Leistungen jährlich das „Jahrbuch der bremischen Sammlungen“ heraus. Ebenfalls wurde er Mitglied im Deutschen Werkbund. Als die moderne Stilbewegung in ruhigere Bahnen kam, wandte er sich ganz dem Museum zu. In den nun folgenden Jahren sollte dessen systematischer Aufbau erfreuliche Fortschritte machen. Er war bestrebt bremische Erzeugnisse, die in früherer Zeit ihrer Heimat entfremdet wurden, für das Museum zurückzugewinnen. Er sammelte die Typen der benachbarten Bauernkunst von der Elbe – so veranstaltete er die Trachtenfeste von Scheeßel – bis gegen die holländische Grenze, Schnitzwerke der Renaissance, Fayencen und die bremischen Möbeltypen des 17. und 18. Jahrhunderts. Daneben entfaltete er freiwillig, da Bremen zu jener Zeit noch keinen Konservator besaß, eine reiche Tätigkeit für die Denkmalpflege und den Heimatschutz.
Obwohl die Mittel für die Museumsankäufe reichlich vorhanden waren, erwies sich das Bestreben des Museumsleiters, die gesammelten Schätze in einem geeigneten Museumsneubau würdig aufzubauen, als aussichtslos. Zukunftweisend waren seine polemisch propagierten Bemühungen um 1909 um eine Herauslösung des Gewerbe-Museums aus dem Kunstschulbetrieb und eine Fusion mit dem Historischen Museum. Die bremischen Staatsfinanzen ließen noch auf Jahre hinaus an eine gründliche Neuorganisation des Museums nicht denken.
Nach dem Tode Theodor Hachs, dessen hohe Verdienste um Lübecks Kunst- und Kulturgeschichte erst in seinen letzten Lebensjahren die seit langem nötige Anerkennung fanden, wurde mit dem Direktor des „Kunsthistorischen Museums“ und des „Gewerbemuseums“ ein neues Amt geschaffen. Die Vorsteherschaft der Gesellschaft zur Beförderung gemeinnütziger Tätigkeit – ihr gehörten damals die Museen – wählte, nachdem die gesetzgebenden Körperschaften die Übernahme des Gehaltes auf Staatskosten beschlossen hatten, Schaefer in ihrer Versammlung am 13. Dezember 1910 einstimmig zum neuen Museumsdirektor. Am Vormittag des 1. April 1911 wurde dieser dann im Vortragssaal des Museums für Kunst und Kulturgeschichte von den Museumsausschuss in sein Amt eingeführt. In der Versammlung vom 14. November des gleichen Jahres wurde Schaefer an Stelle des ausscheidenden Senators Cay Diedrich Lienau zum Vorsteher der Frauengewerbeschule gewählt.
Als Schaefer im Januar 1914 vom Verein für Kunstfreunde in einer Ergänzungswahl für den turnusmäßig ausscheidenden Dr. Franck in deren Vorstand gewählt worden war, versicherte er dem Verein, dass er ihm keine Steine in den Weg legen wollte. Stattdessen wurde eine gegenseitige Zusammenarbeit versprochen. Im November zeichnete der Senat dann den Direktor mit der Verleihung des Titels „Professor“ aus.

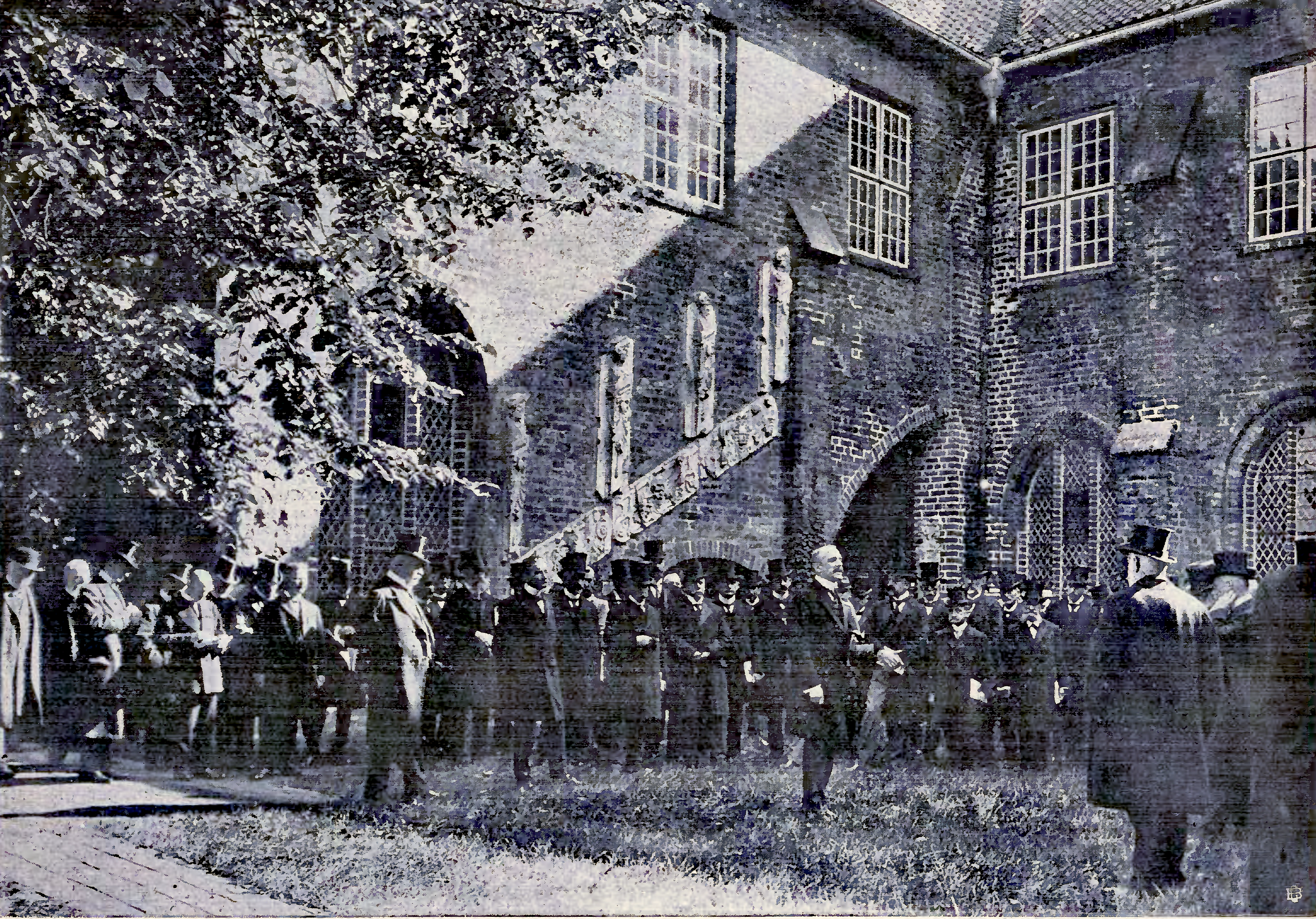
Eröffnungsfeier des Museums für Kunst- und Kulturgeschichte (1915)

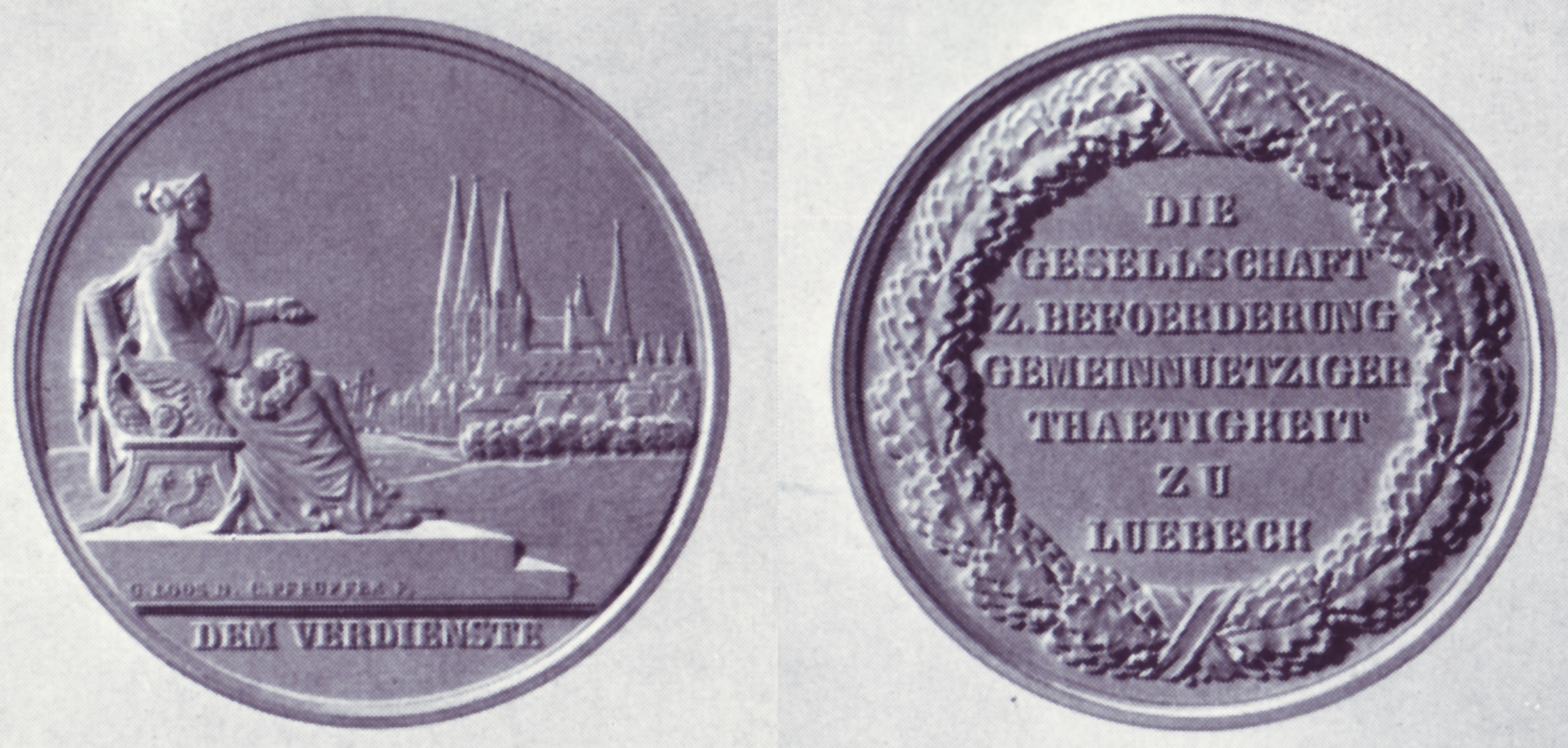
Denkmünze

Aus den beiden Museen galt es ein neues Museum lübeckischer Kunst- und Kulturgeschichte zu erschaffen, das die bisher im Museumsspeicherbau am Dom magazinierten und wenig beachteten reichen Schätze aus den Glanzzeiten lübeckischer Kunst und Geschichte entsprechend zu präsentieren hatte. Dieses wurde in den Räumen des kurz vor der Reformation in seinem Bau vollendeten St.-Annen-Klosters gefunden. In einer zeitlichen Reihenfolge baute Schaefer hier Lübecks Kultur von der romanischen bis etwa zur Zeit der Befreiungskriege auf. Unter großem Beifall der museumsliebenden Welt Deutschlands und Schwedens wurde das den Stempel Schaefers tragende St.-Annen-Museum am 23. September 1915 im Ersten Weltkrieg eröffnet. Ihm war es zu verdanken, dass das Museum ein Ort zur Förderung heimatlicher und allgemeiner kultureller Werte geworden war und nicht ein bloßes Refugium von Kunstgelehrten, die die Kunst nur wegen ihrer wissenschaftlichen Bearbeitungsmöglichkeiten schätzten. Auf der Gesellschaftsversammlung am 9. November 1915 wurde die Verleihung der Silbernen Denkmünze an Baltzer, Struck und Schaefer anlässlich der Eröffnung des Kulturhistorischen Museums nachträglich genehmigt.
Seine Aufgabe sah Schaefer aber nicht nur in der aufbauenden und pflegenden musealen Tätigkeit. Alle Bestrebungen zur Förderung der Kunstpflege, des Heimatschutzes oder der kunstgewerblichen Betätigung fanden in ihm einen unermüdlich tätigen Schirmer und Förderer. In seinen viel besuchten Vorträgen, dem Vorlesungswesen der Oberschulbehörde und anderen Orten ließ er alljährlich die Lübecker Bevölkerung an der Fülle seines Wissens und seiner künstlerischen Bildung teilhaben. So sei auf seine Tätigkeit in Zusammenhang mit dem Kaiser-Wilhelm-Volkshaus, Sonderausstellungen im alten Museum und in der hauptsächlich auf ihn zurückzuführenden Weckung für die alte Lübecker Plastik hingewiesen.
Am 5. März 1918 wurde der Bankdirektor John A. Rehder auf der Versammlung der Gesellschaft als Nachfolger des aus seinem Amt als Vorsteher der Frauengewerbeschule scheidenden Schaefer gewählt. Im selben Monat erschien in den Lübeckischen Blättern Schaefers Aufruf zur Gründung der noch heute bestehenden, einst der „Verein von Kunstfreunden“ gewesenen, Overbeck-Gesellschaft. Es gelang ihm, hier einen Mittelpunkt für die Pflege der modernen Kunst zu schaffen. Damit stand die Hansestadt jetzt in regelmäßigen Ausstellungen – Schaefer sollte bis zu seinem Fortgang noch 20 Ausstellungen für die Overbeck-Gesellschaft initiieren – in direktem Kontakt zum deutschen Kunstleben. Damit füllte er eine Lücke aus, die bei dem sinkenden Niveau der alle zwei Jahre stattfindenden „großen“ Kunstausstellungen in der Katharinenkirche und dem abnehmenden Interesse für jene Veranstaltungen empfunden wurde.
In der Lübecker Ehrenmal-Debatte nach dem Ersten Weltkrieg favorisierte Schaefer die in städtischem Besitz befindliche Katharinenkirche als zentrale Ruhmeshalle für Ehrenmale aller gesellschaftlichen Gruppen der Stadt, konnte sich mit dieser Vorstellung aber nicht gegen die mehr partikulare Denkweise durchsetzen. Dies ist aber evtl. falsch. Kurz vor der Enthüllung des nach dem Entwurf von Fritz Behn erschaffenen Ehrenmals in der Jakobikirche berichteten die Lübeckischen Blätter, dass Schaefer mit lebhaftestem Eifer in den Blättern über das Denkmal berichtet hätte.
Zum 1. April 1920 wurde Schaefer nach Köln berufen. Carl Georg Heise war sein Nachfolger in der Hansestadt. Zu Schaefers Abschiedsabend am 22. März 1920 im Großen Saal des Hauses der Gesellschaft gab deren Direktor, Senior Johannes Evers, einen besonderen Entschluss bekannt. Man werde als eine besondere Ehrung Schaefers die Erinnerung an seine Tätigkeit in Form eines Reliefbildnisses nach einem Entwurf von Fritz Behn an der Stätte seiner Wirksamkeit dauerhaft wachhalten. Die Bronze wurde im Januar 1922 übergeben.
Schaefer sollte Lübeck jedoch auch nach seinem Fortgang lebenslang in besonderem Maße verbunden bleiben. Dies zeigte sich beispielsweise dadurch, dass er in der von Fritz Endres zur 700-Jahr-Feier der Stadt im Jahr 1927 herausgegebenen Geschichte der Freien und Hansestadt Lübeck den Teil Geschichte der bildenden Kunst in Lübeck übernahm.
Der Interim-Direktor des Wallraf-Richartz-Museums in Köln, Josef Poppelreuter, verstarb 1919. Nach einer Neuordnung und Zusammenlegung von Teilen des Museums mit dem Kunstgewerbemuseum wurde Schaefer zum Direktor berufen. Die Neuaufteilung funktionierte aber nicht, im Juli 1928 wurde Schaefer in den einstweiligen Ruhestand versetzt. Eine ihm nachgesagte Affäre mit seiner Mitarbeiterin Elisabeth Moses wurde 1929 verhandelt und galt auch als Vorwand, den unbeliebten Museummann loszuwerden. Die Wiedereinstellung der ebenfalls entlassenen Mitarbeiterin trug zu seiner Rehabilitierung bei.
Schaefer zog nach München und wurde wissenschaftlicher Mitarbeiter der dortigen neuen Deutschen Akademie.

## Schriften
- Des Hieronymus Braun Prospekt der Stadt Nürnberg vom Jahre 1608 und seine Vorläufer. In: Mitteilungen des Vereins für Geschichte der Stadt Nürnberg, Heft 12, Abteilung 1, 1896.
- Bremen. (Stätten der Kultur, Band 3), Klinkhardt & Biermann, Leipzig o. J. [ca. 1910].
- Die Zukunft des Bremer Gewerbemuseums, in: Die Güldenkammer, eine bremische Monatsschrift, 1, 1910/11, S. 589 ff.
- Führer durch die Großherzogliche Gemälde-Galerie im Augusteum zu Oldenburg. Die Hauptwerke der Galerie nebst begleitendem Text, Oncken, Oldenburg 1912.
- Frühwerke der Plastik und Malerei des 15. Jahrhunderts, in: Jahrbuch des Museums für Kunst und Kulturgeschichte zu Lübeck, 1, 1913, S. 7–24.
- Die Bedeutung Lübecks für die Kunst der Ostseeländer des Mittelalters. In: Schleswig-Holsteinischer Kunstkalender (1913), S. 12–17 (Digitalisat).
- Führer durch das Museum für Kunst- und Kulturgeschichte zu Lübeck, 1915.
- Das Triptychon des Lübecker Ratsherrn Hinrich Kerckring von 1520 im Museum zu Riga, in: Zeitschrift für bildende Kunst 55 / neue Folge 31 (1920), S. 74–76.
- Hamburger Staatsbauten von Fritz Schumacher, 2 Bände, Architekturverlag Der Zirkel, Berlin 1919 und 1921.
- Geschichte der Kölner Malerschule, Nöhring, Lübeck 1923.
- Die Sammlung W. Clemens, Kunstgewerbe-Museum der Stadt Köln, Marcan-Block, Köln 1923.
- Geschichte der bildenden Kunst in Lübeck, in: Fritz Endres (Hrsg.): Geschichte der freien und Hansestadt Lübeck, Otto Quitzow, Lübeck 1926, S. 113–170 (Nachdruck Weidlich, Frankfurt 1981, ISBN 3-8035-1120-8).
- Das Wallraf-Richartz-Museum zu Köln in: Velhagen & Klasings Monatshefte, 41. Jahrgang 1926/27, Heft 4, Dezember 1926, S. 353–368.
- Julius Wiegand, Hans Joachim Moser, Max Wundt, Karl Schaefer: Deutsche Geistesgeschichte im Grundriß, 1932.
- Der Lübecker Bildhauer Claus Berg. In: Der Wagen 1937, S. 27–43.
- Erinnerungen aus den Jahren, als das Museum im St.-Annen-Kloster entstand, in: Der Wagen 1940, S. 109–121.